# Zuidelijke roodvoorhoofdketellapper
De zuidelijke roodvoorhoofdketellapper (Pogoniulus pusillus) is een vogel uit de familie Lybiidae (Afrikaanse baardvogels).

## Verspreiding en leefgebied
Deze soort komt voor in Afrika van zuidelijk Mozambique tot oostelijk Zuid-Afrika.

## Status
De grootte van de populatie is niet gekwantificeerd maar de soort wordt omschreven als algemeen in het grootste deel van zijn verspreidingsgebied. Op de Rode lijst van de IUCN heeft deze soort de status niet bedreigd.